# Hopeless (Lichtenstein)
Hopeless est un tableau pop art de Roy Lichtenstein de 1963. Utilisant la peinture à l'huile et la peinture acrylique sur toile, le tableau s'inspire d'une case d'une bande dessinée de DC Comics de 1962, illustrée par Tony Abruzzo.
Le tableau fait partie de la collection du Kunstmuseum de Bâle,.

## Contexte

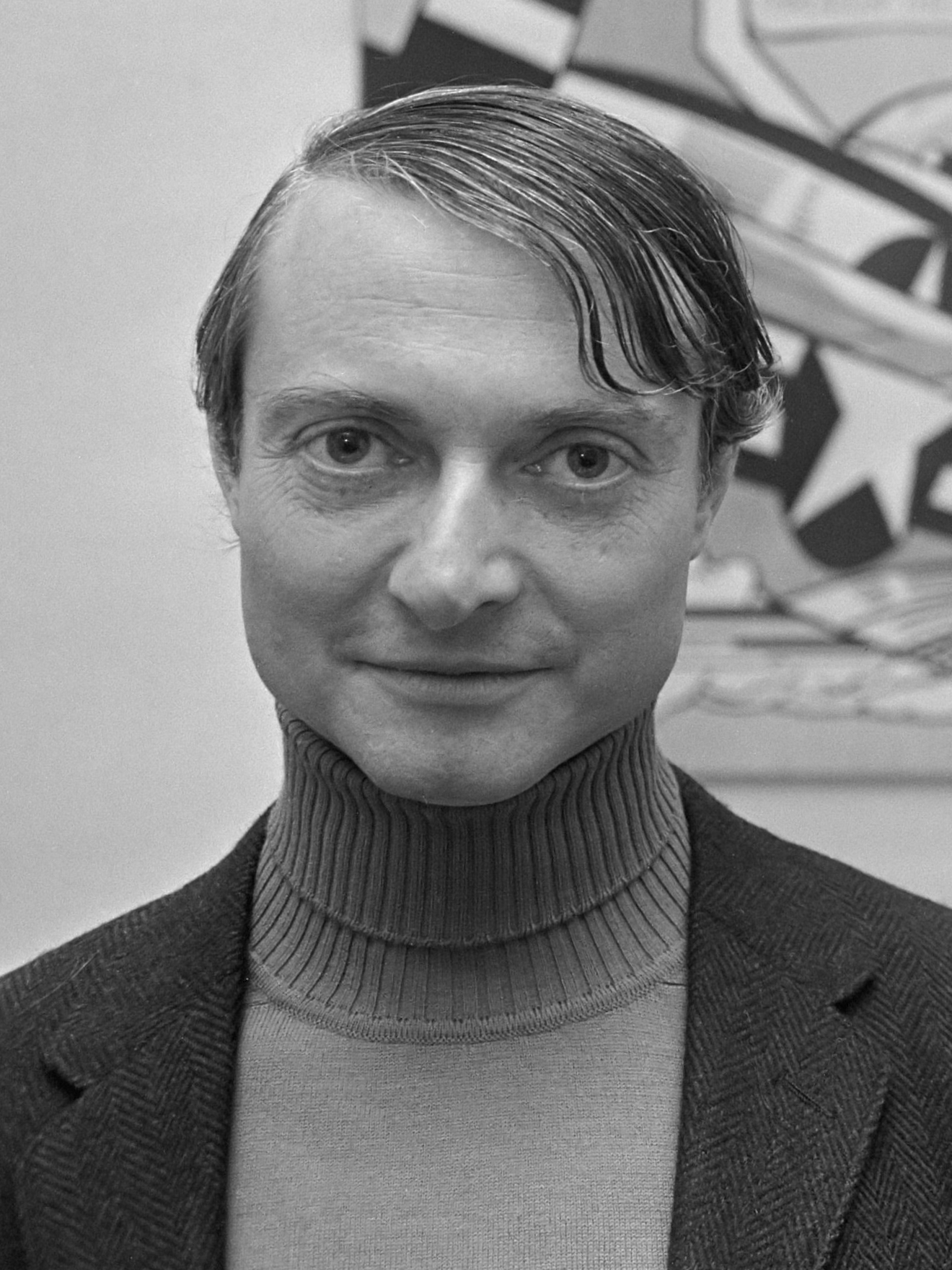
Roy Lichtenstein.

Lorsqu'il se spécialise dans l'appropriation de comics au début des années 1960, Roy Lichtenstein y applique des couleurs simplifiées et des techniques d'impression commerciales. Son style est simple, bien cadré et comprend des couleurs audacieuses souvent entourées d'épaisses bordures. Il représente les variations de tons par des cercles colorés, qui imitent les points Benday utilisés pour l'impression de journaux. D'après PBS, son style s'approche de celui de la ligne claire associée à Hergé. Parlant de sa technique, Roy Lichtenstein précise : « Je prends un cliché et tente d'en organiser les formes pour qu'il devienne monumental »,.
Après avoir publié quatre œuvres inspirées de Pablo Picasso entre 1962 et 1963, Roy Lichtenstein aurait pu être influencé par les représentations de femmes en larmes de l'artiste espagnol, thème qu'il reprend dans Hopeless et Drowning Girl. Ces représentations de femmes en détresse pourraient également être liées à la vie personnelle de Roy Lichtenstein au début des années 1960. En effet, son premier mariage avec Isabel Wilson — avec qui il a deux fils — dure de 1949 à 1965, l'année 1963 marquant leur séparation,.

## Description
Hopeless est dérivé d'une case de Run for Love!, une bande dessinée illustrée par Tony Abruzzo et publiée dans le numéro 83 de Secret Hearts de DC Comics en novembre 1962,. Drowning Girl, produite la même année par Roy Lichtenstein, est inspirée de la splash page (première page d'une seule case d'un comic) du même numéro de Run for Love!.
Hopeless est peint à l'huile et l'acrylique sur une toile carrée de 44 pouces (111,8 cm) de côté. On y voit une femme en larmes, reposant sa tête sur un tissu bleu.[réf. nécessaire] Ce personnage apparaît sans espoir, victime d'une relation amoureuse malheureuse. Un phylactère surplombe le personnage féminin : « That's the way – it should have begun! But it's hopeless! » (« C'est ainsi – ça aurait dû commencer ! Mais c'est sans espoir ! »).

## Analyse
Hopeless est un exemple typique des comics romantiques et mélodramatiques de Roy Lichtenstein, présentant des femmes abattues, les larmes aux yeux, remplissant la majorité de la toile,[réf. à confirmer]. Dans The Guide to United States Popular Culture, Kristen Congdon estime que Hopeless fait partie des soap operas de Lichtenstein où le personnage féminin n'est pas une « héroïne », son rôle se limitant à flatter l'égo masculin.
Par rapport au comic original, l'artiste utilise des couleurs vibrantes et des courbes épaisses pour intensifier l'émotion de la scène. Le tableau est considéré comme une évolution significative de Lichtenstein en termes de « forme, couleur, composition et pouvoir général de l'image »,,[réf. à confirmer].